# اکواتیا
اکواتیا (به لاتین: Akwatia) یک منطقهٔ مسکونی در غنا است که در منطقه شرقی (غنا) واقع شده‌است.

## خصوصیات
اکواتیا ۲۳٬۷۶۶ نفر جمعیت دارد و ۱۴۷ متر بالاتر از سطح دریا واقع شده‌است.